# Nouveau stade de Sétif
Le Nouveau Stade de Sétif (en arabe : ملعب سطيف الجديد) est le futur stade de l'ES Sétif, situé à proximité de la ville de Sétif, dans la commune d'Ouled Sabor. 
Le chantier a débuté en 2015. Sa capacité sera de 50 000 places et ce sera le stade de la sélection nationale algérienne et de l'ES Sétif de football. Le projet est gelé de 2015 au 24 mai 2023, date à laquelle le gel est levé au niveau de la wilaya,.